# マッシメーノ
マッシメーノ（イタリア語: Massimeno）は、イタリア共和国トレンティーノ＝アルト・アディジェ州トレント自治県にある、人口約100人の基礎自治体（コムーネ）。

## 地理

### 位置・広がり
トレント自治県南西部に位置するコムーネ。ティオーネ・ディ・トレントから北北東へ13km、県都トレントから西北西へ28kmの距離にある。

#### 隣接コムーネ
隣接するコムーネは以下の通り。
- ボチェナーゴ
- カデルツォーネ・テルメ
- コマーノ・テルメ (ブレッジョ・インフェリオーレ)
- ジュスティーノ
- ペルーゴ
- スピアッツォ
- ストレンボ
- ヴァルダオーネ (ダオーネ)

## 行政

### Comunita di valle
トレント自治県が設置した広域行政組織 Comunita di valle 「ジュディカリエ」 (it:Comunita delle Giudicarie)  （事務所所在地: ティオーネ・ディ・トレント）に属する。